# Horst Assmy
Horst Assmy (* 29. November 1933 in Berlin; † 14. Januar 1972 in Kassel) war ein deutscher Fußballspieler. In der höchsten Spielklasse des DDR-Fußballs, der Oberliga, spielte er für den ASK Vorwärts Berlin. Assmy spielte in zwölf Länderspielen für die DDR-A-Nationalelf.

## Sportliche Laufbahn

### Nachwuchs- und Zweitligaspieler in Berlin
1947 hatte sich in Berlin nach dem Zweiten Weltkrieg der Sportbetrieb bereits soweit normalisiert, dass auch im Fußball regelmäßige Wettkämpfe stattfinden konnten. In der Berliner Stadtliga spielten zwölf Mannschaften aus den vier Besatzungssektoren um die Berliner Meisterschaft. Zu ihnen gehörte auch der VfB Pankow, der am Ende der Saison auf dem 8. Platz landete. Hier hatte sich zu Beginn der Spielzeit der 13-jährige Horst Assmy angemeldet. Er spielte in den Nachwuchsmannschaften der Pankower, bis er in der Saison 1952/53 in den Kader der Männermannschaft aufgenommen wurde. Inzwischen hatte die DDR-Sportführung die Ostberliner Fußballmannschaften aus der Gesamtberliner Stadtliga abgezogen und 1950 in die höchste DDR-Spielklasse, die Oberliga, eingegliedert. Unter ihnen befand sich auch der VfB Pankow, der zwar zum Saisonende abgeschlagen Tabellenletzter geworden war, nach Umbildung in eine Betriebssportgemeinschaft (BSG) unter dem Namen Einheit Pankow aber eine weitere Saison in der Oberliga spielen durfte. Auch danach wieder Tabellenletzter, mussten die Pankower zur Spielzeit 1952/53, nun mit dem 18-jährigen Horst Assmy in der zweitklassigen DDR-Liga antreten. Zu Beginn der Saison war Einheit Pankow bis in das Halbfinale des FDGB-Pokals vorgedrungen, unterlag dort aber Lok Stendal mit 0:1. Die Stendaler wurde jedoch wegen des Einsatzes eines nicht spielberechtigten Spielers disqualifiziert, sodass Pankow am 14. September 1952 in Berlin das Finale gegen die SG Volkspolizei Dresden bestritt. Beim Stande von 0:2 wurde Assmy in die Mannschaft eingewechselt, konnte aber die endgültige 0:3-Niederlage nicht mehr abwenden. Als am Ende der Saison mit einem 10. Platz der sportliche Niedergang der Pankower anhielt, wechselte Assmy zur Berliner BSG Motor Oberschöneweide, die allerdings als Absteiger aus der Oberliga auch eine erfolglose Saison hinter sich hatte. 1953/54 gelang den Oberschöneweidern zwar nicht der Wiederaufstieg, Assmy konnte dennoch Erfolge für sich verbuchen. Zunächst machte er 1953 sein erstes Spiel in der U-23-Auswahl der DDR, ein zweites folgte 1954, und wurde anschließend in die Ost-Berliner Stadtauswahl berufen, die am 25. Dezember 1953 gegen eine Auswahl West-Berlins antrat. Beim 3:2-Sieg der Ost-Berliner erzielte Assmy per Fallrückzieher das 2:0. Nur fünf Monate später bestritt Assmy, immerhin noch Zweitligaspieler, am 8. Mai 1954 sein erstes A-Länderspiel. Vor 70.000 Zuschauern wurde er in Berlin bei der Begegnung mit Rumänien als Einwechselspieler eingesetzt.

### DDR-Oberliga und Fußballmeister mit Vorwärts Berlin
Im Sommer des Jahres 1954 stand Assmy erneut im Interesse des Berliner Sportgeschehens. Die Armeefußballmannschaft des ZSK Vorwärts Berlin war in die Oberliga aufgestiegen und hatte bei der Suche nach talentierten Spielern versucht, Assmy und weitere Leistungsträger von Motor Oberschöneweide abzuwerben. Wegen heftiger Proteste in der Öffentlichkeit musste ZSK zunächst von seinem Vorhaben Abstand nehmen. Inzwischen ging das Tauziehen um Assmy weiter, denn auch beim SC DHfK Leipzig interessierte man sich für den jungen Stürmer, der für die neu gebildete Fußballmannschaft der Sporthochschule auf Torejagd gehen sollte. Obwohl auch zahlreiche andere Mannschaften Spieler nach Leipzig delegieren mussten, konnten die Oberschöneweider Assmy einstweilen noch halten. Sie verloren jedoch mit Lothar Meyer (SC DHfK) und Günther Wirth (Vorwärts Berlin) schon zu Beginn der Saison 1954/55 wertvolle Spieler, und so sah auch Assmy keine sportliche Perspektive mehr bei der Betriebssportgemeinschaft. Im Dezember 1954 meldete auch er sich bei den Berliner Armeefußballern an. Dort gehörte er sofort zur Stammelf und bildete als rechter Stürmer zusammen mit seinem alten Mannschaftskameraden Wirth eine gefährliche Flügelzange. Nach seinem zweiten Länderspieleinsatz am 18. September 1955 erneut gegen Rumänien hatte er sich auch endgültig einen Stammplatz in der DDR-Nationalmannschaft erkämpft. Am 16. Dezember 1956 stand Assmy erneut im Finale des FDGB-Pokals, musste aber auch diesmal, nun gegen Chemie Halle mit 1:2 eine Niederlage hinnehmen. 1958 konnte Assmy endlich seinen ersten Titelgewinn feiern, Vorwärts Berlin war souverän mit sechs Punkten Vorsprung DDR-Meister geworden. Mit seinen elf Toren hatte Assmy als bester Torschütze seiner Mannschaft wesentlich zum Erfolg beigetragen. Im darauffolgenden Jahre lief es anfangs für die Armeefußballer nicht so gut, und Assmy wurde zusammen mit anderen Spielern öffentlich wegen seiner mangelnden sportlichen Einstellung angegriffen. Daraufhin verließ er zusammen mit seinem Mannschaftskollegen Rolf Fritzsche im September 1959 den Armeeklub und ging illegal nach West-Berlin. Assmy hatte bis dahin als Armeefußballer den Rang eines Oberleutnants bekleidet, und so wurde sein Weggang mit großem propagandistischem Aufwand als Fahnenflucht und Verrat am DDR-Sport verurteilt. In den DDR-offiziellen Statistiken wurde er fortan nicht mehr geführt, obwohl auf sein Konto 102 DDR-Oberligaspiele und 27 Tore sowie zwölf A-Länderspiele mit vier Toren gehen. Darüber hinaus kam Assmy im Juni 1958 in einer Partie der DDR-B-Nationalelf zum Einsatz, in der ihm beim 2:0-Auswärtssieg in Polen ein Treffer gelang.

### Vertragsspieler in West-Berlin, Gelsenkirchen und Kassel
Wegen des Verbandswechsels unterlag Assmy zunächst einer 14-monatigen Sperre. Ab November 1960 spielte er für eine Saison beim Berliner Oberligisten Tennis Borussia, damals in einer der fünf höchsten bundesdeutschen Spielklassen, wurde in 15 Spielen eingesetzt und erzielte fünf Tore. In der Spielzeit 1961/62 bestritt Assmy 20 Spiele und schoss neun Tore für den FC Schalke 04 in der Oberliga West, dazu kamen drei Tore in vier Spielen der Meisterschafts-Endrunde. Doch auch bei den Schalkern wurde nach einem Jahr der Vertrag wieder aufgelöst und Assmy wechselte erneut, diesmal in die Oberliga Süd zum KSV Hessen Kassel. Es war die letzte Station seiner Laufbahn als aktiver Fußballspieler, in der er für zwei Jahre auch wieder mit seinem früheren Vorwärts-Kollegen Fritzsche zusammenspielte. Bis zum Ende der Saison 1964/65 absolvierte Assmy 57 Punktspiele in Kassel, in denen er elf Tore erzielte. In den letzten beiden Spielzeiten war Kassel nur noch zweitklassig, weil sich die Mannschaft für die 1963 eingeführte Bundesliga nicht qualifizieren konnte. Im Juni 1965 nahm Assmy im Alter von 31 Jahren Abschied vom aktiven Fußballsport. Er starb bereits mit 38 Jahren an Nierenversagen.

### Statistik

#### A-Länderspiele
| Länderspielübersicht | Länderspielübersicht | Länderspielübersicht | Länderspielübersicht | Länderspielübersicht |
| -------------------- | -------------------- | -------------------- | -------------------- | -------------------- |
| Nr. 4*               | 8.5.1954             | DDR – Rumänien       | 0:1                  |                      |
| Nr. 7                | 18.9.1955            | Rumänien – DDR       | 2:3                  |                      |
| Nr. 8                | 20.11.1955           | DDR – Bulgarien      | 1:0                  |                      |
| Nr. 9                | 22.7.1956            | Polen – DDR          | 0:2                  | 1 Tor                |
| Nr. 10               | 20.9.1956            | DDR – Indonesien     | 3:1                  |                      |
| Nr. 17               | 4.5.1958             | Albanien – DDR       | 1:1                  |                      |
| Nr. 19               | 13.8.1958            | Norwegen – DDR       | 6:5                  | 1 Tor                |
| Nr. 20               | 21.9.1958            | DDR – Rumänien       | 3:2                  | 1 Tor                |
| Nr. 21               | 7.10.1958            | DDR – Bulgarien      | 1:1                  |                      |
| Nr. 22               | 2.11.1958            | DDR – Norwegen       | 4:1                  | 1 Tor                |
| Nr. 23               | 11.2.1959            | Indonesien – DDR     | 2:2                  |                      |
| Nr. 25               | 21.6.1959            | DDR – Portugal       | 0:2                  |                      |

(* lfd. Nr. der DDR-Länderspiele)